# Oisy-le-Verger
Oisy-le-Verger est une commune française située dans le département du Pas-de-Calais en région Hauts-de-France. Ses habitants sont appelés les Ossicatiens. La commune est membre de la communauté de communes Osartis Marquion.
Sur le territoire de la commune se trouve un menhir datant du Néolithique appelé le Gros Caillou et qui fait l’objet d’un classement au titre des monuments historiques.

## Géographie

### Localisation
Localisée dans le sud-est du département du Pas-de-Calais et limitrophe du département du Nord, Oisy-le-Verger est un bourg rural traversé par le canal du Nord et située, à vol d'oiseau, à 11 km au nord-ouest de la commune de Cambrai, à 13 km au sud de la commune de Douai (aire d'attraction) et à 25 km à l'est de la commune d'Arras (chef-lieu d'arrondissement).
Le territoire de la commune est limitrophe de ceux de dix communes, dont quatre, Arleux, Aubigny-au-Bac, Aubencheul-au-Bac et Brunémont, dans le département du Nord.
Les communes limitrophes sont  Arleux, Aubencheul-au-Bac, Aubigny-au-Bac, Brunémont, Palluel, Rumaucourt, Sauchy-Cauchy, Sauchy-Lestrée, Écourt-Saint-Quentin et Épinoy.

### Géologie et relief
La superficie de la commune est de 11,36 km2 ; son altitude varie de 32  à   77 m.

### Hydrographie
Le territoire de la commune est situé dans le bassin Artois-Picardie.
La commune est traversée par le canal du Nord, canal ou chenal navigable de 75,56 km, qui prend sa source dans la commune de Rouy-le-Grand et se jette dans la Somme Canalisée au niveau de la commune de Biaches, et par l'Agache, cours d'eau d'une longueur de 11,54 km, qui prend sa source dans la commune d'Inchy-en-Artois et finit sa course dans la commune de Palluel.

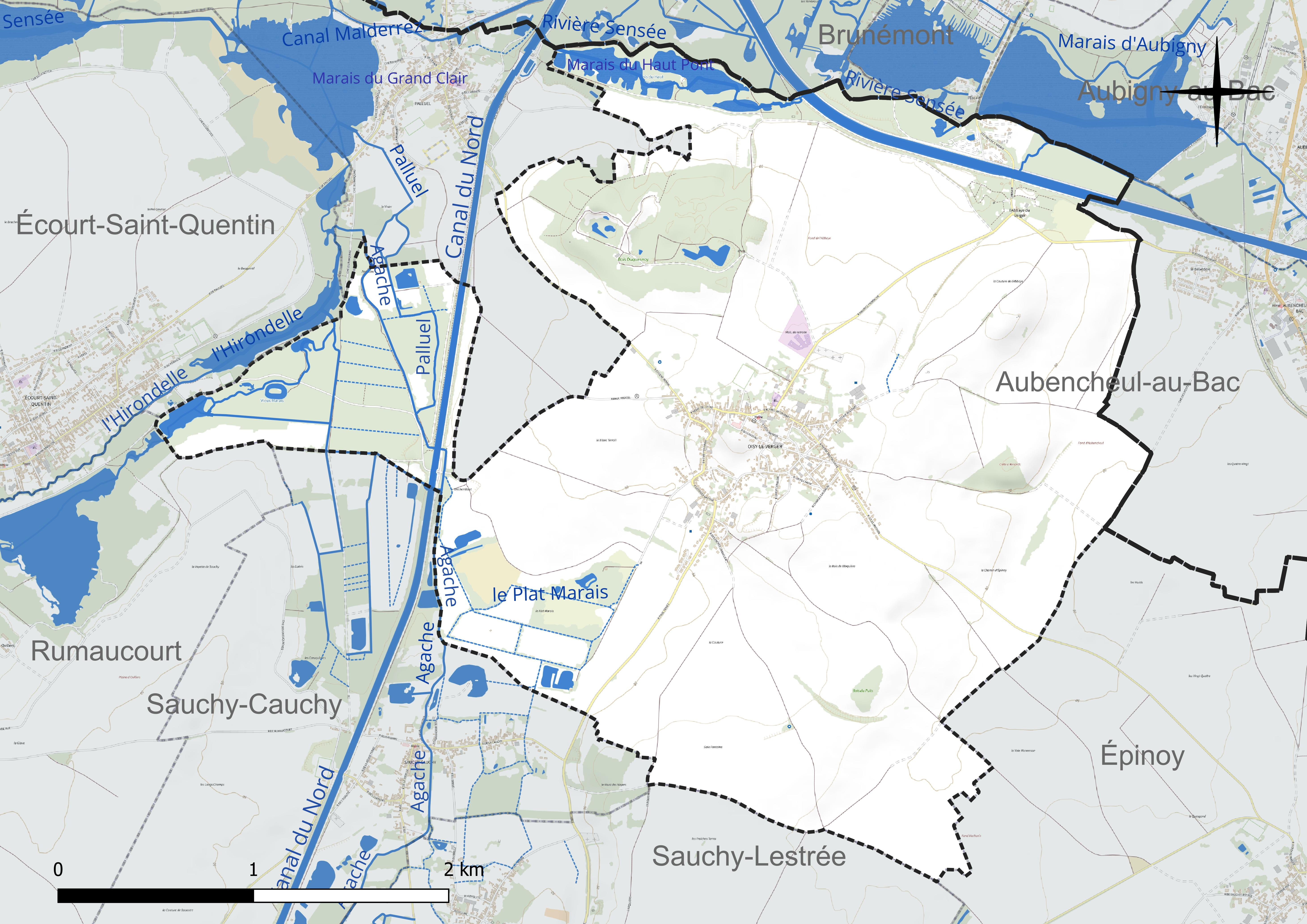
Réseau hydrographique d'Oisy-le-Verger.

### Climat
Pour des articles plus généraux, voir Climat des Hauts-de-France et Climat du Nord-Pas-de-Calais.
En 2010, le climat de la commune est de type climat océanique dégradé des plaines du Centre et du Nord, selon une étude du CNRS s'appuyant sur une série de données couvrant la période 1971-2000. En 2020, Météo-France publie une typologie des climats de la France métropolitaine dans laquelle la commune est exposée à un climat océanique et est dans la région climatique Nord-est du bassin Parisien, caractérisée par un ensoleillement médiocre, une pluviométrie moyenne régulièrement répartie au cours de l’année et un hiver froid (3 °C).
Pour la période 1971-2000, la température annuelle moyenne est de 10,2 °C, avec une amplitude thermique annuelle de 14,7 °C. Le cumul annuel moyen de précipitations est de 697 mm, avec 11 jours de précipitations en janvier et 8,9 jours en juillet. Pour la période 1991-2020, la température moyenne annuelle observée sur la station météorologique la plus proche, située sur la commune d'Épinoy à 4 km à vol d'oiseau, est de 10,9 °C et le cumul annuel moyen de précipitations est de 702,9 mm,. Pour l'avenir, les paramètres climatiques de la commune estimés pour 2050 selon différents scénarios d'émission de gaz à effet de serre sont consultables sur un site dédié publié par Météo-France en novembre 2022.
| Mois                                  | jan.             | fév.             | mars           | avril           | mai             | juin            | jui.           | août          | sep.           | oct.            | nov.          | déc.             | année      |
| ------------------------------------- | ---------------- | ---------------- | -------------- | --------------- | --------------- | --------------- | -------------- | ------------- | -------------- | --------------- | ------------- | ---------------- | ---------- |
| Température minimale moyenne (°C)     | 1,3              | 1,5              | 3,3            | 5,2             | 8,6             | 11,4            | 13,4           | 13,3          | 10,8           | 8               | 4,5           | 2                | 6,9        |
| Température moyenne (°C)              | 3,8              | 4,4              | 7,2            | 10,1            | 13,5            | 16,4            | 18,6           | 18,6          | 15,5           | 11,6            | 7,2           | 4,4              | 10,9       |
| Température maximale moyenne (°C)     | 6,2              | 7,3              | 11,1           | 15              | 18,4            | 21,4            | 23,8           | 23,8          | 20,3           | 15,3            | 10            | 6,7              | 14,9       |
| Record de froid (°C) date du record   | −19,8 05.01.1985 | −17,2 21.02.1956 | −11,4 13.03.13 | −4,5 12.04.1986 | −1,3 07.05.1997 | 1,2 05.06.1991  | 4,5 01.07.1984 | 5 30.08.1963  | 0,8 17.09.1971 | −5,4 29.10.1997 | −9 15.11.1983 | −12,8 31.12.1978 | −19,8 1985 |
| Record de chaleur (°C) date du record | 14,9 09.01.15    | 18,6 26.02.19    | 23,3 31.03.21  | 27,6 20.04.18   | 30,9 27.05.05   | 34,7 27.06.1976 | 41,8 25.07.19  | 38,2 06.08.03 | 34,7 15.09.20  | 28,6 01.10.11   | 19,5 06.11.18 | 16,2 30.12.22    | 41,8 2019  |
| Précipitations (mm)                   | 54,1             | 47,9             | 50             | 42,7            | 56,7            | 63,7            | 67,7           | 67,7          | 56,5           | 63,6            | 62,6          | 69,7             | 702,9      |

### Paysages
Entouré au nord, à l'ouest et au sud de zones humides boisées, le village d'Oisy s'étend sur une colline sableuse qui surplombe au nord le val de la Sensée et la rivière l'Agache à l'ouest. Son paysage est en openfield et les cultures céréalières sont majoritaires.

### Milieux naturels et biodiversité

#### Espaces protégés et gérés
La protection réglementaire est le mode d’intervention le plus fort pour préserver des espaces naturels remarquables et leur biodiversité associée.
Dans ce cadre, la commune fait partie de deux espaces protégés et gérés (location, convention de gestion) par le Conservatoire d'espaces naturels des Hauts-de-France : 
- le marais de Rumaucourt, d’une superficie de 61,544 ha[13] ;
- le marais d'Aubigny-au-Bac, d’une superficie de 59,726 ha[14].

Les marais
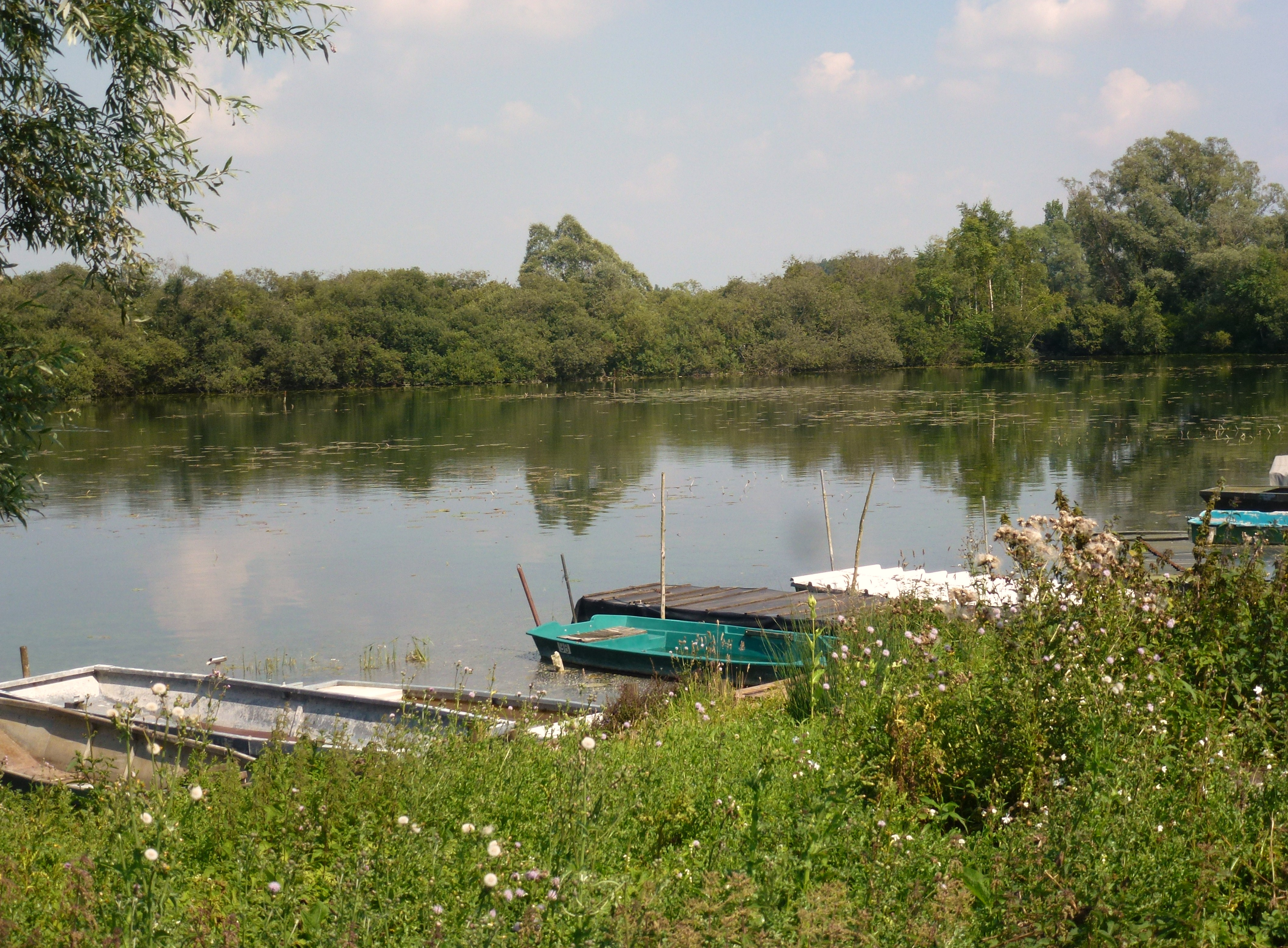
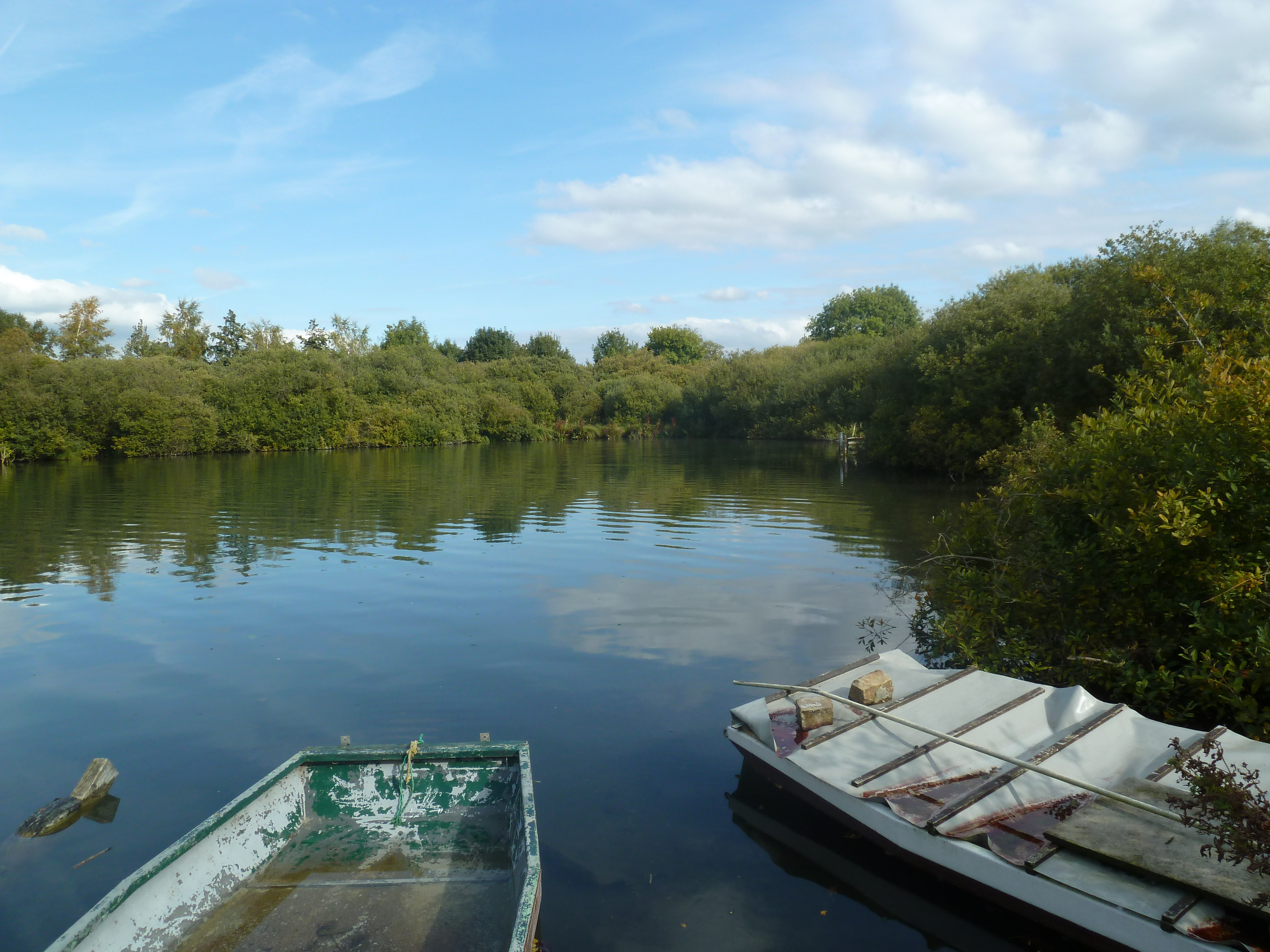
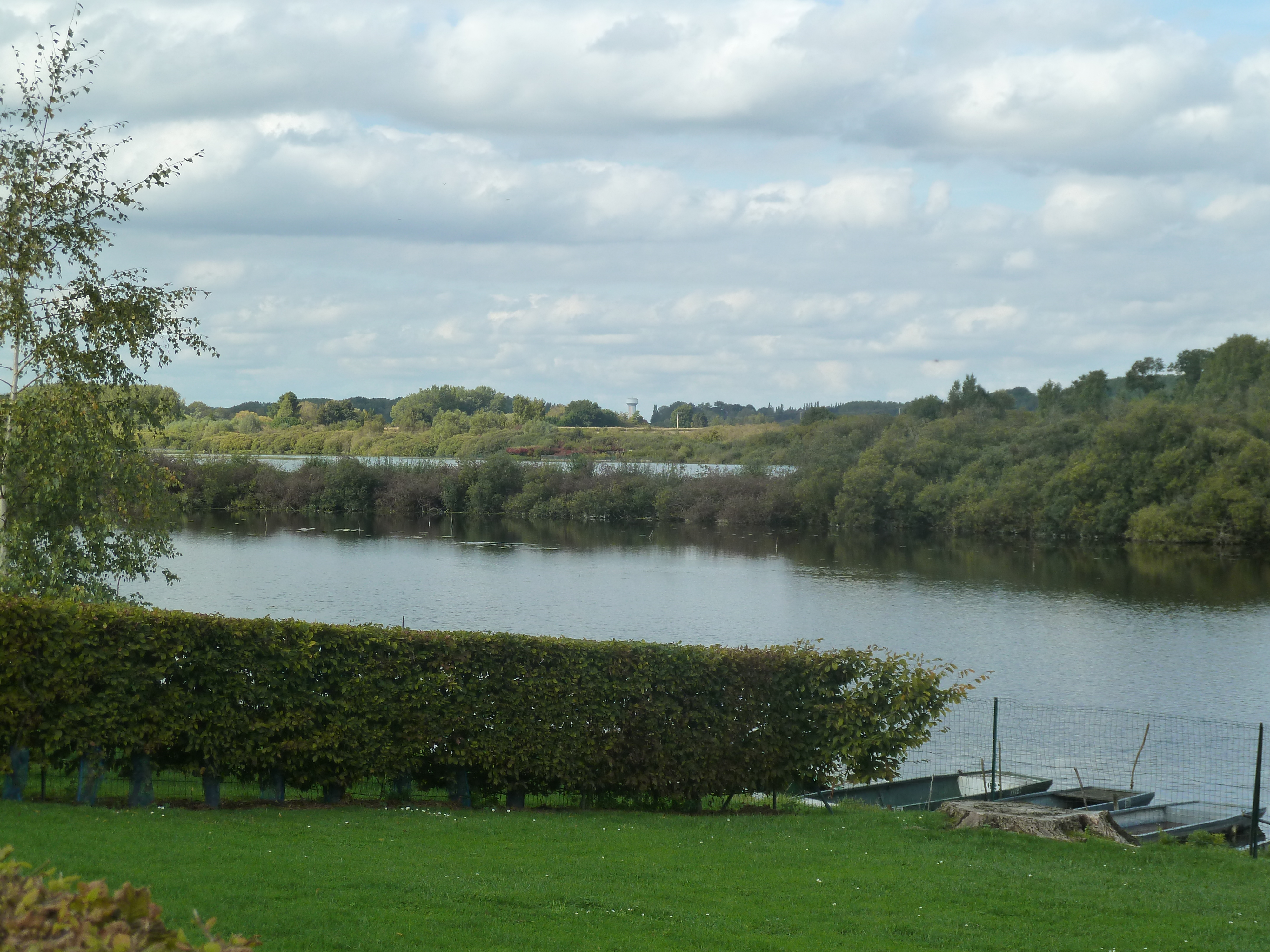

#### Zones naturelles d'intérêt écologique, faunistique et floristique
L’inventaire des zones naturelles d'intérêt écologique, faunistique et floristique (ZNIEFF) a pour objectif de réaliser une couverture des zones les plus intéressantes sur le plan écologique, essentiellement dans la perspective d’améliorer la connaissance du patrimoine naturel national et de fournir aux différents décideurs un outil d’aide à la prise en compte de l’environnement dans l’aménagement du territoire.
Le territoire communal comprend trois ZNIEFF de type 1 : 
- les marais d'Arleux, de Palluel, de Saudemont, d'Écourt-Saint-Quentin, de Rumaucourt et d'Oisy-le-Verger. C'est un vaste complexe marécageux de 791 ha constitué d'étangs, de boisements tourbeux, de peupleraies et de prairies alluviales et qui comporte une grande diversité de végétations aquatiques, amphibies et hygrophiles[15] ;
- le marais d’Aubigny et de Brunemont, d’une superficie de 306 ha et d'une altitude variant de 34  à   48 mètres. C'est un complexe marécageux typique de la vallée de la Sensée avec, en bordure des étangs, de belles végétations[16] ;
- le bois du Quesnoy à Oisy-le-Verger, d’une superficie de 186 ha et d'une altitude variant de 41  à   67 mètres. Cette ZNIEFF est constituée d'un bois sur sables dont la partie centrale est occupée par une carrière en activité[17].

et une ZNIEFF de type 2 : le complexe écologique de la vallée de la Sensée. Cette ZNIEFF s’étend sur plus de 20 km depuis les communes de Remy et Haucourt jusqu’à la confluence de la rivière canalisée avec l’Escaut. Elle forme une longue dépression à fond tourbeux, creusée entre des plateaux aux larges ondulations ; Ostrevent au Nord, bas-Artois au Sud et Cambrésis à l’Est.

Carte des ZNIEFF de type 1 et 2 sur la commune
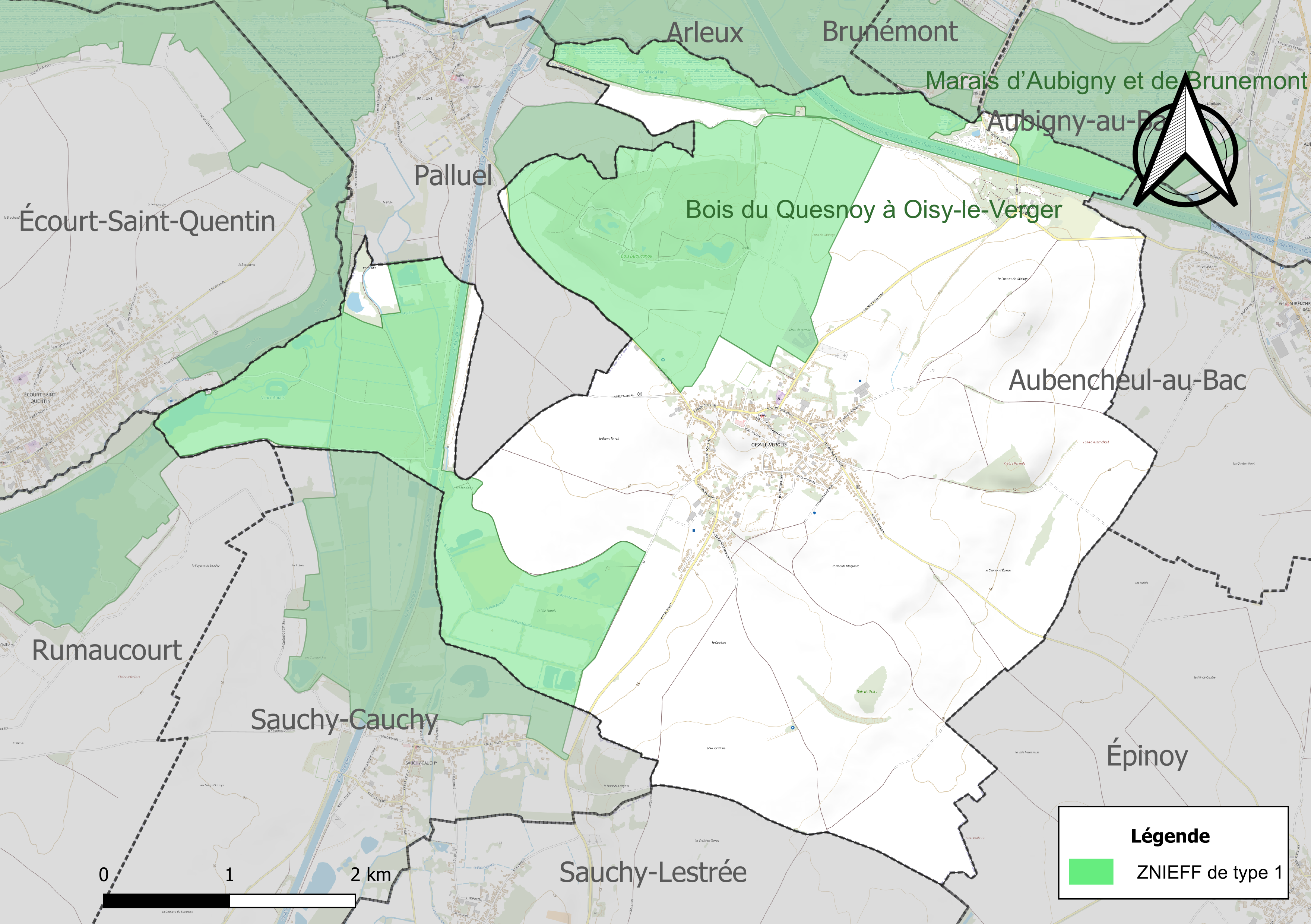
Carte des ZNIEFF de type 1 sur la commune.
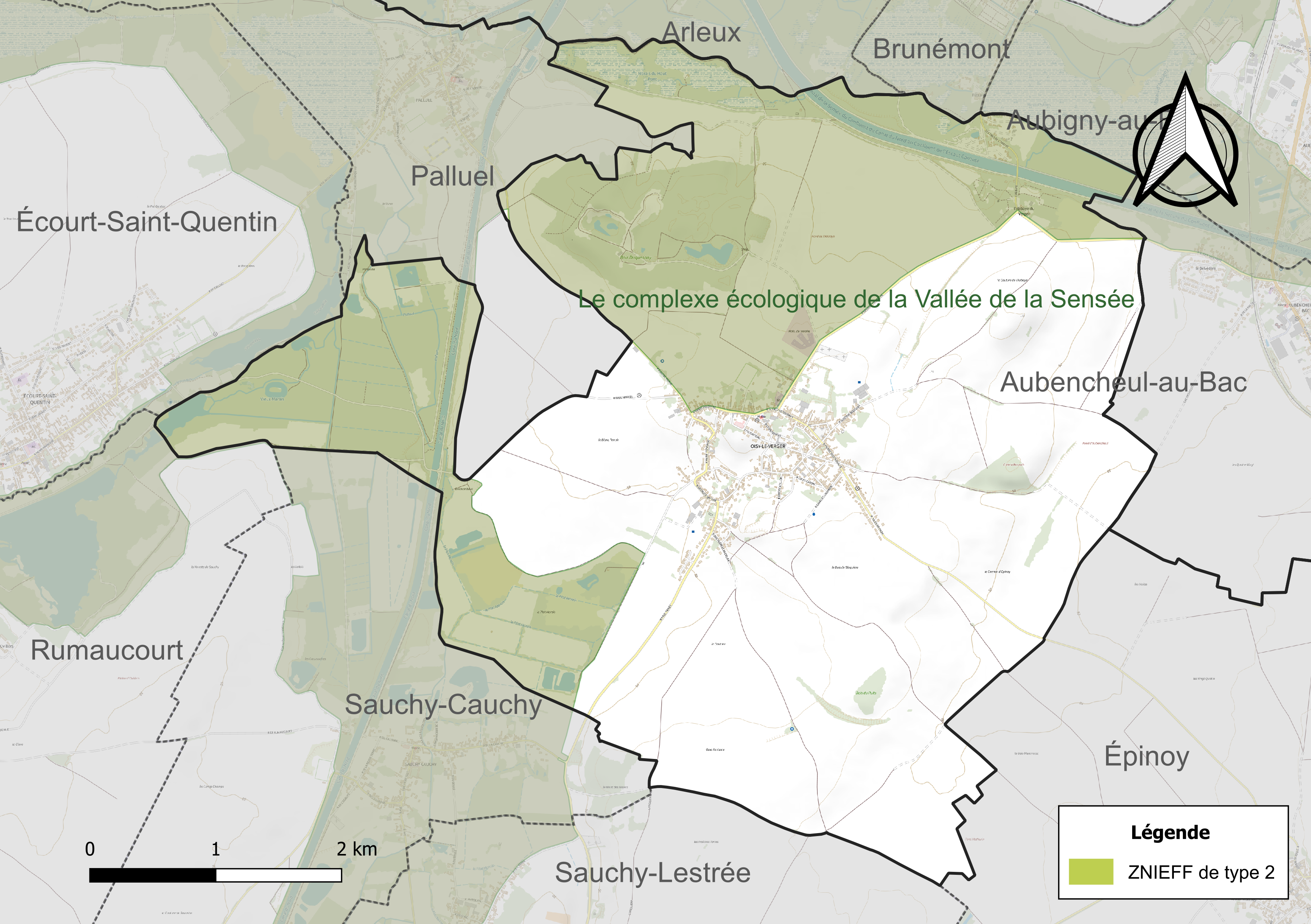
Carte de la ZNIEFF de type 2 sur la commune.

#### Espèces faunistiques et floristiques
L’Inventaire national du patrimoine naturel (INPN) recense plusieurs espèces faunistiques et floristiques sur le territoire de la commune dont certaines sont protégées et d’autres menacées et quasi-menacées.

## Urbanisme

### Typologie
Au 1er janvier 2024, Oisy-le-Verger est catégorisée bourg rural, selon la nouvelle grille communale de densité à sept niveaux définie par l'Insee en 2022.
Elle est située hors unité urbaine. Par ailleurs la commune fait partie de l'aire d'attraction de Douai, dont elle est une commune de la couronne,. Cette aire, qui regroupe 61 communes, est catégorisée dans les aires de 50 000 à moins de 200 000 habitants,.

### Occupation des sols
L'occupation des sols de la commune, telle qu'elle ressort de la base de données européenne d’occupation biophysique des sols Corine Land Cover (CLC), est marquée par l'importance des territoires agricoles (76,3 % en 2018), une proportion identique à celle de 1990 (76,3 %). La répartition détaillée en 2018 est la suivante :
terres arables (69,9 %), forêts (9,4 %), prairies (6,4 %), zones urbanisées (6 %), zones humides intérieures (4,3 %), eaux continentales (2,1 %), espaces verts artificialisés, non agricoles (2 %). L'évolution de l’occupation des sols de la commune et de ses infrastructures peut être observée sur les différentes représentations cartographiques du territoire : la carte de Cassini (XVIIIe siècle), la carte d'état-major (1820-1866) et les cartes ou photos aériennes de l'IGN pour la période actuelle (1950 à aujourd'hui).

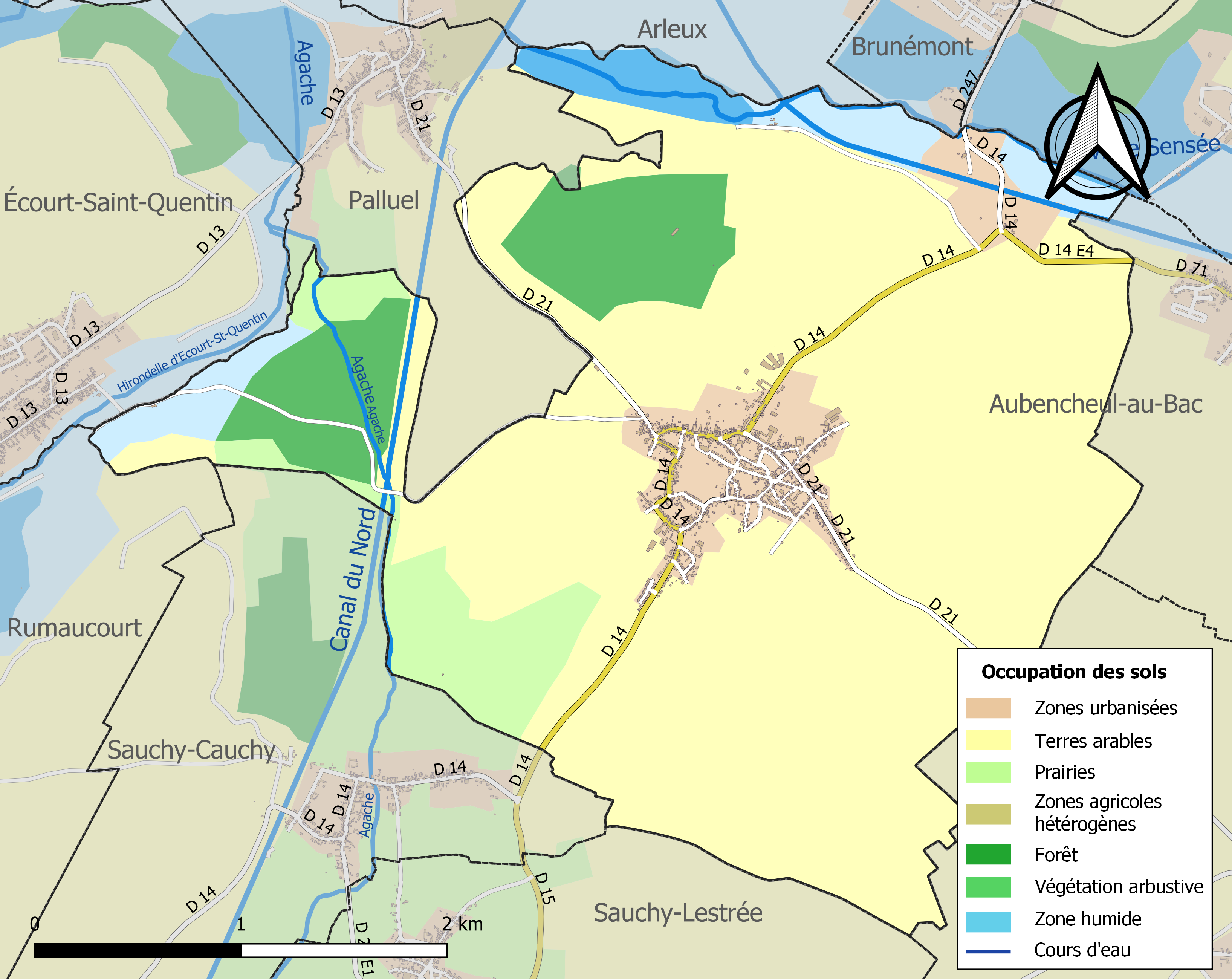
Carte des infrastructures et de l'occupation des sols de la commune en 2018 (CLC).

### Voies de communication et transports

#### Voies de communication
Les villages attenants à Oisy-le-Verger sont :
- Aubencheul-au-Bac par la D 14 ;
- Brunémont par la D 247 ;
- Écourt-Saint-Quentin, par le chemin de Brichambeaux ;
- Épinoy, par la D 21 ;
- Palluel, par la D 21 ;
- Sauchy-Lestrée, par la D 14 ;
- Sauchy-Cauchy par la D 14.

#### Transports
Le canal Seine-Nord Europe (CSNE), reliant l'agglomération parisienne avec le réseau fluvial du Nord de la France et du Benelux et dont l'ouverture est prévue en 2030, traverse le territoire de la commune et dispose d'une des six écluses.

### Risques naturels et technologiques
La commune est reconnue en état de catastrophe naturelle à la suite du mouvement de terrain du 7 juillet 2012.

## Toponymie
Le nom de la localité est attesté sous les formes Oiseium seu Oziacum, Ausiacum au XIe siècle ; Osgi en 1106 ; Oizi en 1111 ; Oisgi vers 1138 ; Osiacum en 1157 ; Oysi en 1160 ; Oyzi au XIIe siècle ; Auseium en 1206 ; Ausi en 1230 ; Oysiacum en 1235 ; Oisiacum en 1239 ; Oysiachum en 1249 ; Aussiacum en 1255 ; Osi en 1294 ; Oysy en 1299 ; Oisies en 1315 ; Osiies en 1319 ; Oysies en 1320 ; Oissy en 1327 ; Oissy-en-Cambresis en 1419 ; Doysy en 1430 ; Oisy en 1793 ; Oisy et Oisy-le-Verger depuis 1801.
Selon Maurits Gysseling, le nom proviendrait d'un anthroponyme gallo-romain Aucius suivi du suffixe -acum.
Connu sous le nom d'Oisy depuis le IXe siècle, il ne porte la mention « le Verger » que depuis le XIXe siècle pour le différencier des autres Oisy de France et de Belgique. Le Verger est en fait le nom de l'abbaye de Sainte-Marie-du-Verger, située autrefois sur son territoire le long de la Sensée et aujourd'hui en ruine.

## Histoire
Si la présence humaine est attestée dans le val de la Sensée dès le néolithique, et plus particulièrement pour Oisy dans le lieu-dit « le Vieux Marais » avec un mégalithe (dit le « Gros Caillou »), les découvertes archéologiques à proximité d'Oisy n'attestent pour l'instant que d'une occupation humaine durant l'Antiquité.
Oisy-le-Verger, petit village du Pas-de-Calais, a une histoire riche et dense qui s'étend de l'Antiquité à nos jours.
D'origine sans doute modeste, il fut un fief puissant dès le IXe siècle et le berceau d'une famille qui dominera le Cambrésis jusqu'au XIIIe siècle. Loin de retomber dans l'oubli, il perdurera jusqu'à la Révolution en tant que châtellenie importante. En 1665, la terre d'Oisy, jusque là baronnie, est érigée en comté. À cette occasion, il est précisé que située en Artois, elle relève du roi du fait du comté d'Artois. Elle possède à cette date toutes le prérogatives de justice (justice seigneuriale), féodalité, patronage de droits honorifiques d'église. Elle est d'une grande étendue et d'un revenu très considérable avec un beau château, un grand parc et plusieurs vassaux.
Le village est le chef-lieu du canton jusqu'à la Première Guerre mondiale.

### Témoignages archéologiques

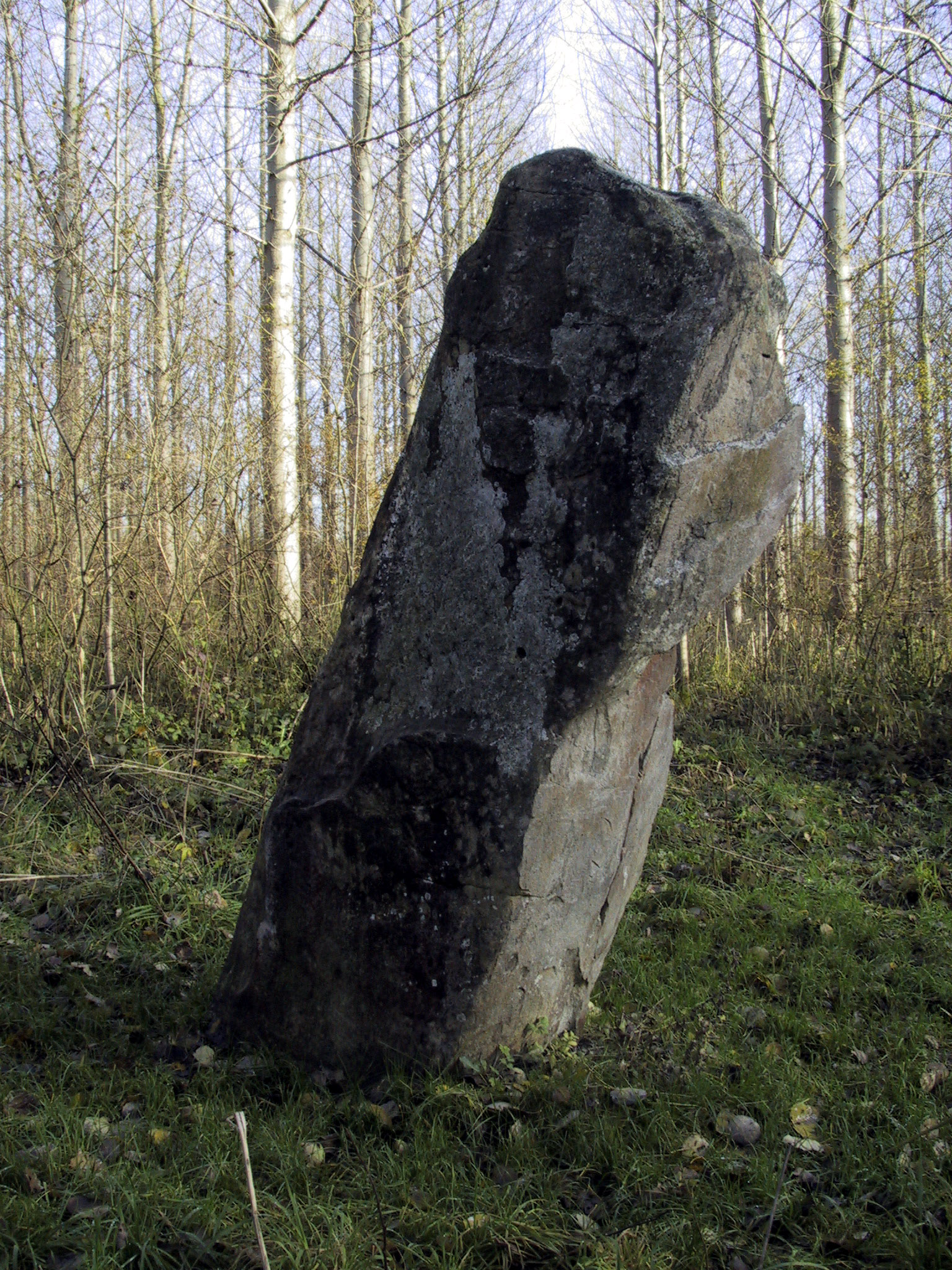
Le menhir d'Oisy-le-Verger le Gros Caillou

- Le menhir, mégalithe du Néolithique, surnommé « le Gros Caillou », classé au titre des monuments historiques depuis le 26 janvier 1981[27],[28].
- La découverte d'une tombe au XIXe siècle datée de la fin du règne de Postume (267) lors du creusement du canal de la Sensée fut relatée comme suit : « Le 25 août 1859, des ouvriers occupés au curage de la Sensée, trouvent, en élargissant le lit de cette rivière, à l'endroit de la tourbière d’Oisy, le squelette presque complet d’un corps humain. Il était placé dans un long panier en forme de bière, fait de forts osiers et recouvert du côté de la tête de lourdes tuiles rouges, car là existait une assez grande ouverture carrée réservée au-dessus de la face au moment du tressage qui a dû être fait autour du corps. Le cercueil avait été placé à deux mètres environ de profondeur dans un terrain tourbeux favorable à la conservation des osiers et des ossements. À deux mètres de ce squelette était une tête de cheval encore entière mais noircie comme les autres ossements par leur séjour prolongé dans la tourbe. Au-dessus du tombeau avait été déposée une bourse en cuir que l'action de l'air réduisit en poussière aussitôt. Elle contenait 152 monnaies romaines du Bas-Empire. Vingt-quatre de ces pièces avaient été offertes par les ouvriers de monsieur Barberi, employé au canal de la Sensée. Les cent-vingt-huit autres furent représentées, mais elles étaient communes et mal conservées. Aussi ne représentaient-elles aucune valeur ni aucun intérêt. L'âge du tombeau peut être ainsi déterminé facilement et d’une manière précise par les monnaies qui l'accompagnaient. Les pièces de Postume sont celles du dernier règne qu’offre la trouvaille. Elles sont au nombre de 52 et toutes assez usées. On doit assigner à cette sépulture la fin du règne de ce tyran tué par ses soldats en l'an 267 de notre ère. Le dessin joint au rapport donne une idée assez exacte de cette curieuse sépulture : elle était placée au milieu de ces vastes marais de la Sensée qui ont été pendant si longtemps presque inabordables et n’étaient alors que des plages presque partout couvertes d’eau et de marais fangeux. Là n’a pas dû pénétrer le Romain vainqueur, et les Celtes qui boudaient l’envahisseur, avaient là toute latitude pour se cacher et y vivre en paix[29]. »

| Les Grands Bronzes                                                                 | Argents et billons |
| ---------------------------------------------------------------------------------- | --- |
| - Nerva : 1 - Trajan : 1 - Hadrien : 6 - Faustine : 1 - Faustine : 2 - Lucille : 1 | - Septime Sévère : 2 - Caracalla : 1 - Sévère Alexandre : 4 - Maximin Ier : 2 - Gordien III : 7 - Trajan Dèce : 2 - Etruzeille : 1 - Tribonien : 4 - Volusien : 4 - Valérien : 9 - Gallien : 14 - Salonine : 5 - Salonin : 9 - Posthume : 52 |

- La découverte de tombes celtes dans le bois du Quesnoy.
- De récentes fouilles sur les hauts du village ont mis au jour tombes, traces d'occupation et empreintes du château primitif.

Les premières conclusions prouveraient une occupation avérée vers 750 de cette partie du village. Un village complet, peuplé d'artisans, a vu le jour sous les truelles et pinceaux des archéologues.

### Les seigneurs d'Oisy

#### La maison d'Oisy

Blason de la maison d'Oisy au XIIe siècle.

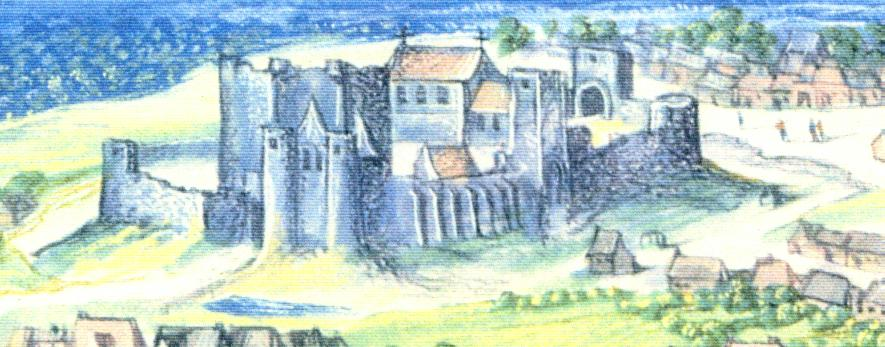
Vue du château d'Oisy en 1601 (détail de la page sur Oisy de l'album de Croÿ).

Il est fait mention de la maison d'Oisy pour la première fois au début du IXe siècle, lorsque Charlemagne crée Eudes d'Oisy, ber (baron) d'Oisy et châtelain de Cambrai.
Devenu à partir de cette époque un puissant fief, il relevait en grande partie du comté de Flandre et de l'évêché de Cambrai. Le tempérament querelleur de cette famille remontant au moins au Xe siècle (Gauthier Ier ; cf. aussi les articles Avesnes et Avesnes) a enclin ses membres à construire de puissants châteaux. Le château d'Oisy était situé sur l'actuelle pâture au pied de l'église. Maintes fois détruit et reconstruit, il avait encore fière allure en 1601, date à laquelle il a été peint sur l'Album de Croÿ par Adrien de Montigny.
Les chroniques de l'évêché de Cambrai relatent de nombreux conflits entre les évêques de Cambrai et leur vassal, le sire d'Oisy. Ce tempérament querelleur a conduit un de ses membres, Hugues II d'Oisy à se racheter à l'instigation de son épouse, Hildiarde et à fonder l'abbaye de Vaucelles en 1131. Cette famille a prospéré jusqu'au XIIIe siècle et le plus illustre de ses membres en fut le dernier du nom : Hugues III d'Oisy (fils de Simon, lui-même fils d'Hugues II et petit-fils d'Hugues Ier, ce dernier étant l'arrière-petit-fils de Gauthier Ier ; mort aux environs de 1190), connu pour ses qualités de trouvère et familier de Philippe Auguste, mit aussi à profit sa puissance pour soustraire la châtellenie d'Oisy à la suzeraineté de l'évêque de Cambrai et du Saint Empire, au profit du comté d'Artois et du royaume de France.

#### La maison desMontmirail

Blason de Jean Ier de Montmirail.

Tombée en quenouille à la fin du XIIe siècle, la châtellenie d'Oisy revint au neveu d'Hugues III, le connétable et bienheureux Jean Ier de Montmirail (1165-1217), fils d'André de Montmirail/Montmirel de La Ferté-Gaucher et d'Hildiarde d'Oisy († 1177 ; la sœur d'Hugues III), châtelaine de Cambrai, dame héritière d'Oisy, de Crèvecœur et de La Ferté-sous-Jouarre, vicomtesse de Meaux, renforçant ainsi la puissance et l'influence de cette famille de Champagne. Sous ces seigneurs, Oisy poursuivit son développement. Les Montmirail, pieux et influents, firent de nombreux dons à Oisy, fondèrent l'abbaye du Verger, une maladrerie et le dotèrent d'une charte communale, la charte communale d'Oisy, qui érigea Oisy en ville et lui permit entre autres d'avoir un prévôt et des échevins.

#### La maison de Coucy

Blason des Coucy.

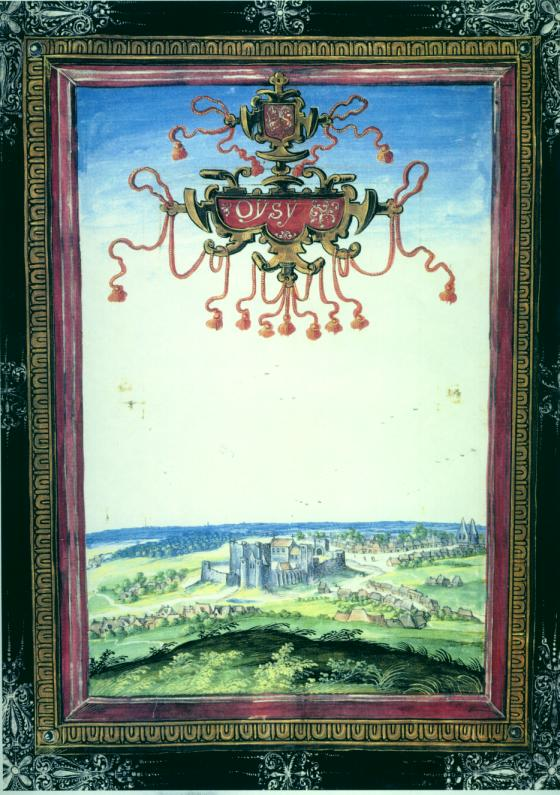
Vue du village de Oisy en 1601 (Album de Croÿ).

La Maison de Montmirail tombe à nouveau en quenouille dans la seconde moitié du XIIIe siècle, et c'est la puissante maison des Coucy, en la personne du Grand Coucy, époux en 1213 de Marie de Montmirail (fille du bienheureux Jean), qui en prend possession. Englobée dans de vastes domaines, la seigneurie est démantelée, elle perdra :
- les fiefs et possessions de la châtellenie de Crèvecœur ;
- les fiefs et possessions de la châtellenie d'Arleux en Paluel et le château du Forestel[Note 9] ;
- le château de Cambrai.

#### Les aisons de Bar

Blason de Robert de Bar.

À la fin du XIVe siècle, la seigneurie d'Oisy passe dans la famille de Bar (Marie de Coucy, arrière-arrière-arrière-arrière-petite-fille d'Enguerrand III et Marie de Montmirel, comtesse de Marle et de Soissons, marie en 1384 Henri de Bar) et suit les vicissitudes de son temps. À la mort de son seigneur à la bataille d'Azincourt, elle sera même occupée par des brigands en 1416.

#### La maison des Luxembourg

Blason de Pierre de Luxembourg.

Le passage dans la maison de Luxembourg, à partir de 1435 (Jeanne de Bar, fille de Robert et petite-fille d'Henri de Bar et Marie de Coucy, épouse alors le futur connétable Louis de Luxembourg-St-Pol), fut marqué par l'exécution du seigneur Louis en 1475 en place de Grève pour trahison envers Louis XI. Les biens confisqués par le roi ne furent rendus à la famille du connétable Louis qu'en 1487. Oisy servit jusque-là de place forte pour les guerres de Louis XI contre les ducs de Bourgogne.

#### La Maison de Bourbon-Vendôme

Blason des Bourbon-Vendôme.

Blason d'Henri IV, roi de France et de Navarre.

Les Luxembourg s'allièrent avec les Bourbon-Vendôme à la fin du XVe siècle (Marie de Luxembourg-St-Pol, petite-fille de Jeanne de Bar et Louis, épouse François de Vendôme en 1487). La maison d'Oisy bascula alors dans les possessions de cette famille. Le plus illustre de cette branche fut Henri IV de Navarre, roi de France, arrière-petit-fils de François et Marie de Luxembourg. La châtellenie fut appréciée par ces puissants comme domaine de chasse et la toponymie d'Oisy en conserve la trace.
Henri entreprit le démantèlement de la châtellenie dès 1594, et le paracheva en 1605 en vendant ce fief dont il fut le dernier sire héréditaire.

#### La Maison de Tournay
Ce qui restait de la Châtellenie d'Oisy fut acheté en 1605 par Antoine de Tournay, chevalier, membre du Conseil de Guerre de Sa Majesté, seigneur de Noyelles-sous-Bellonne, Bancourt, Faverelles, Méricourt, d’Havrincourt, Sauchy, Rumeaucourt, Saulty. Cette famille militaire fait alors souche à Oisy jusqu'en 1679. Oisy fut érigé en comté sous ces seigneurs.

#### La Maison de Tournay-d'Assignies

Blason de Eustache Joseph de Tournay d’Assignies, chevalier, comte d’Oisy.

Faute d'héritiers, la châtellenie bascula dans la famille d'Assignies, cousine de la maison de Tournay en 1679. Cette famille, militaire elle aussi, fit à son tour souche à Oisy jusqu'à la Révolution. À la veille de celle-ci, le comte d'Oisy usait d'encore un bon nombre de ses droits féodaux et la justice était rendue à Oisy à cette période. Il logeait et chassait à Oisy dans un château classique de pierre blanche détruit en 1793. Ils sont enterrés dans une chapelle de l'église d'Oisy.
Les biens sont confisqués vendus et démantelés. Faute d'héritiers, le titre de comte d'Oisy passe dans la famille belge de Plotho d'Ingelmunster et de nos jours dans celle des comtes de Montblanc.

### Première Guerre mondiale
La commune est décorée de la croix de guerre 1914-1918 par décret du 23 septembre 1920, distinction également attribuée à 276 autres communes du Pas-de-Calais.

## Politique et administration

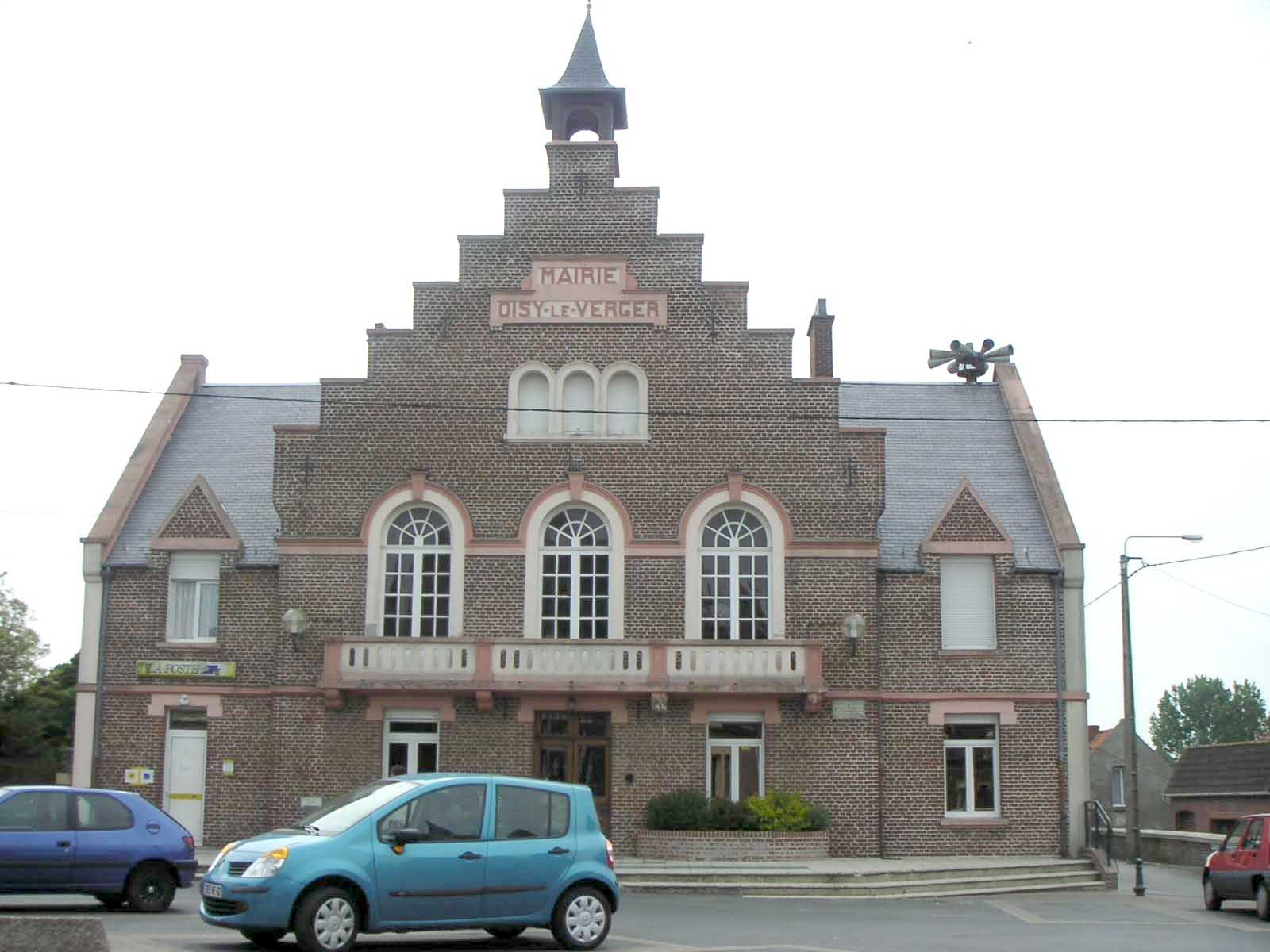
La mairie.

### Découpage territorial
La commune se trouve dans l'arrondissement d'Arras du département du Pas-de-Calais.

#### Commune et intercommunalités
La commune est membre de la communauté de communes Osartis Marquion qui regroupe 49 communes et totalise 42 651 habitants en 2021.

#### Circonscriptions administratives
La commune est rattachée au canton de Bapaume.

#### Circonscriptions électorales
Pour l'élection des députés, la commune fait partie de la première circonscription du Pas-de-Calais.

### Élections municipales et communautaires

#### Liste des maires
| Période                                  | Période      | Identité                 | Étiquette | Qualité                                                 |
| ---------------------------------------- | ------------ | ------------------------ | --------- | ------------------------------------------------------- |
| Les données manquantes sont à compléter. |              |                          |           |                                                         |
| mai 1216                                 | après 1216   | d'Englebert              |           | Prévôt d'Oisy (premier nommé, charte communale de 1216) |
| avant 1773                               | après 1773   | Jacques Louis Coplo      |           | Prévôt d'Oisy                                           |
| avant 1789                               | janvier 1790 | Pierre Eustache Desailly |           | Prévôt d'Oisy                                           |

| Période                                  | Période                      | Identité               | Étiquette | Qualité                                                                      |
| ---------------------------------------- | ---------------------------- | ---------------------- | --------- | ---------------------------------------------------------------------------- |
| Les données manquantes sont à compléter. |                              |                        |           |                                                                              |
| ?                                        | mai 1963                     | Jules Maton            |           |                                                                              |
| juin 1963                                | mars 1977                    | Jean Carpentier        |           |                                                                              |
| mars 1977                                | mai 1980                     | Albert Caignié         |           |                                                                              |
| mai 1980                                 | mars 1989                    | Alphonse Dupriez       |           |                                                                              |
| mars 1989                                | mars 1995                    | Michel Chopin          | PS        | Conseiller général (1976 → 1981)                                             |
| mars 1995                                | 28 mai 2020                  | Jean-Pierre Léger      |           | Président de la CC de Marquion (2001 → 2013) Réélu pour le mandat 2014-2020, |
| 29 mai 2020                              | En cours (au 1er avril 2022) | Marie-Christine Guénot |           | Ancienne employée Élue pour le mandat 2020-2026,                             |

## Population et société

### Démographie
Les habitants sont appelés les Ossicatiens.

#### Évolution démographique
L'évolution du nombre d'habitants est connue à travers les recensements de la population effectués dans la commune depuis 1793. Pour les communes de moins de 10 000 habitants, une enquête de recensement portant sur toute la population est réalisée tous les cinq ans, les populations de référence des années intermédiaires étant quant à elles estimées par interpolation ou extrapolation. Pour la commune, le premier recensement exhaustif entrant dans le cadre du nouveau dispositif a été réalisé en 2007.

En 2022, la commune comptait 1 200 habitants, en évolution de −2,52 % par rapport à 2016 (Pas-de-Calais : −0,72 %, France hors Mayotte : +2,11 %).
| 1793  | 1800  | 1806  | 1821  | 1831  | 1836  | 1841  | 1846  | 1851  |
| ----- | ----- | ----- | ----- | ----- | ----- | ----- | ----- | ----- |
| 1 880 | 1 755 | 1 904 | 1 885 | 2 148 | 2 116 | 2 176 | 2 183 | 2 070 |

| 1856  | 1861  | 1866  | 1872  | 1876  | 1881  | 1886  | 1891  | 1896  |
| ----- | ----- | ----- | ----- | ----- | ----- | ----- | ----- | ----- |
| 2 123 | 2 158 | 2 278 | 2 223 | 2 277 | 2 174 | 2 122 | 2 249 | 2 197 |

| 1901  | 1906  | 1911  | 1921  | 1926  | 1931  | 1936  | 1946  | 1954  |
| ----- | ----- | ----- | ----- | ----- | ----- | ----- | ----- | ----- |
| 2 062 | 1 891 | 1 787 | 1 401 | 1 403 | 1 271 | 1 266 | 1 219 | 1 270 |

| 1962  | 1968  | 1975  | 1982  | 1990  | 1999  | 2006  | 2007  | 2012  |
| ----- | ----- | ----- | ----- | ----- | ----- | ----- | ----- | ----- |
| 1 353 | 1 328 | 1 310 | 1 278 | 1 301 | 1 260 | 1 283 | 1 285 | 1 251 |

| 2017  | 2022  | - | - | - | - | - | - | - |
| ----- | ----- | - | - | - | - | - | - | - |
| 1 217 | 1 200 | - | - | - | - | - | - | - |

#### Pyramide des âges
En 2018, le taux de personnes d'un âge inférieur à 30 ans s'élève à 30,6 %, soit en dessous de la moyenne départementale (36,7 %). À l'inverse, le taux de personnes d'âge supérieur à 60 ans est de 30,9 % la même année, alors qu'il est de 24,9 % au niveau départemental.
En 2018, la commune comptait 574 hommes pour 634 femmes, soit un taux de 52,48 % de femmes, légèrement supérieur au taux départemental (51,50 %).
Les pyramides des âges de la commune et du département s'établissent comme suit.
| Hommes | Classe d’âge | Femmes |
| ------ | ------------ | ------ |
| 1,1    | 90 ou +      | 3,0    |
| 6,5    | 75-89 ans    | 12,3   |
| 18,8   | 60-74 ans    | 19,5   |
| 23,1   | 45-59 ans    | 20,9   |
| 16,3   | 30-44 ans    | 16,8   |
| 19,0   | 15-29 ans    | 14,3   |
| 15,2   | 0-14 ans     | 13,2   |

| Hommes | Classe d’âge | Femmes |
| ------ | ------------ | ------ |
| 0,5    | 90 ou +      | 1,6    |
| 5,6    | 75-89 ans    | 8,9    |
| 16,7   | 60-74 ans    | 18,1   |
| 20,2   | 45-59 ans    | 19,2   |
| 18,9   | 30-44 ans    | 18,1   |
| 18,2   | 15-29 ans    | 16,2   |
| 19,9   | 0-14 ans     | 17,9   |

## Culture locale et patrimoine

### Lieux et monuments

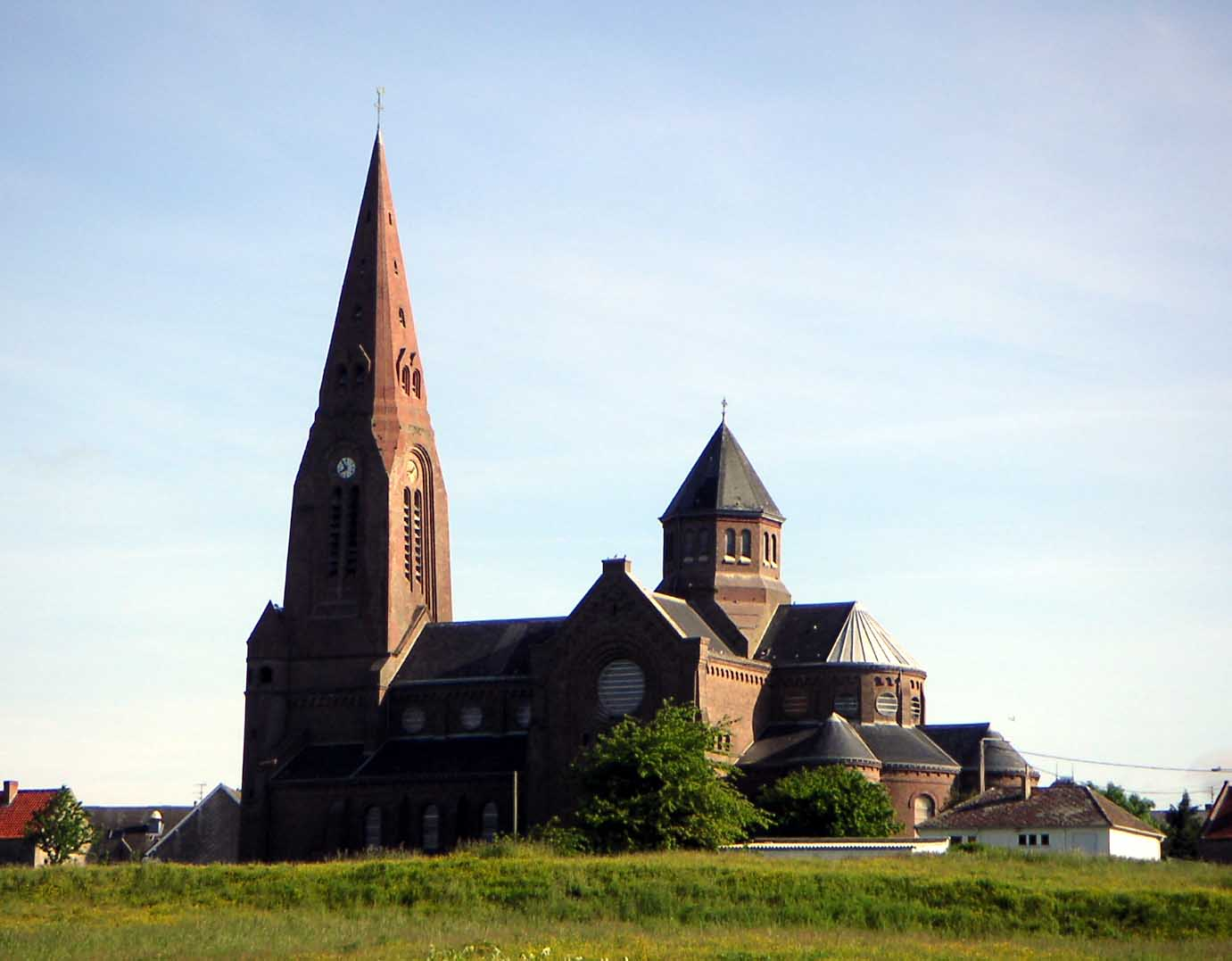
L'église Saint-Didier.

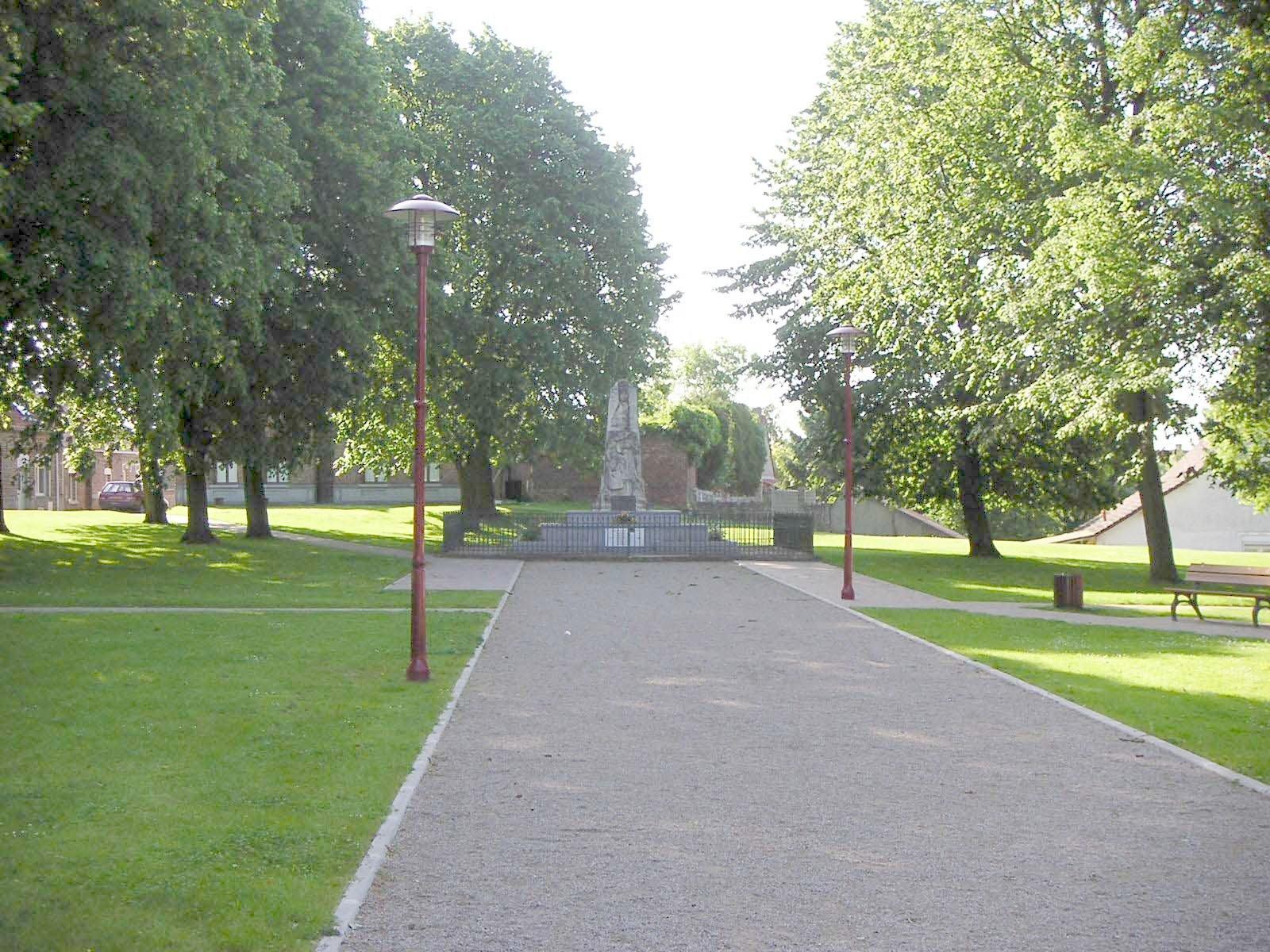
La place Verte.

#### Monument historique
- Le Gros Caillou, menhir. Il fait l’objet d’un classement au titre des monuments historiques depuis le 26 janvier 1981[47].

#### Autres lieux et monuments
- L'église Saint-Didier est reconstruite après la Première Guerre mondiale. Elle est faite de brique rouge comme la plupart des habitations des environs.
- Le château d'Oisy, dont il ne reste que quelques fondations.
- Sur la place Verte se dresse le monument aux morts tombés pour la France au cours des deux grands conflits mondiaux[48]. Les morts aux combats, natifs de la commune, ont laissé leur nom à de nombreuses rues d'Oisy-le-Verger.
- L'abbaye Notre-Dame du Verger est fondée en 1260[49].

### Personnalités liées à la commune
- Huon d'Oisy, seigneur d'Oisy et trouvère du XIIe siècle.
- Jean de Montmirail, sire d'Oisy, bienheureux.
- Jean-Charles Desailly (1768-1830), général et baron d'Empire, né à Oisy.

### Héraldique
| Blason de Oisy-le-Verger | Blason  | D'or à trois lionceaux naissants de gueules.     |
| Blason de Oisy-le-Verger | Détails | Le statut officiel du blason reste à déterminer. |

## Pour approfondir

#### Bases de données, dictionnaires et encyclopédies
- Ressources relatives à la géographie :   - Insee (communes)
  - Ldh/EHESS/Cassini
- Ressource relative à plusieurs domaines :   - Annuaire du service public français
- Notices d'autorité :   - VIAF
  - BnF (données)
  - LCCN
  - WorldCat